# Aeródromo de Lampazos
El aeródromo de Lampazos (Código OACI: MX60 – Código DGAC: LMP) es un pequeño aeropuerto privado operado por una entidad particular ubicado al sur de la ciudad de Lampazos de Naranjo, Nuevo León. 
Cuenta con una pista de aterrizaje de 1057 metros de largo y 18 de ancho, una plataforma de aviación de 1200 metros cuadrados y un pequeño hangar. El aeródromo solo opera aviación general.